# Semois
Il Semois (o Semoy nel tratto francese; Sesbach in tedesco; Simwès in vallone) è un fiume del Belgio, che tuttavia lascia nel suo tratto finale per entrare in Francia e ivi confluire nella Mosa, della quale è quindi affluente.

## Geografia
Il fiume nasce ad Arlon, in Belgio. Si dirige verso la Gaume e poi verso le Ardenne, attraversando altri comuni quali Fouches, Sampont, Étalle, Tintigny, Florenville, Chiny, Herbeumont, Dohan, Bouillon, Poupehan, Frahan, Rochehaut, Nohan, Vresse-sur-Semois.
Entra in Francia all'altezza del villaggio di Les Hautes-Rivières per poi gettarsi nella Mosa a Monthermé, 10 km dopo aver lasciato il Belgio; la sua lunghezza è pari a 210 km.
La parte vallona della valle del Semois è famosa, dal XX secolo, per il suo tabacco da pipa e da sigaretta.

## Etimologia

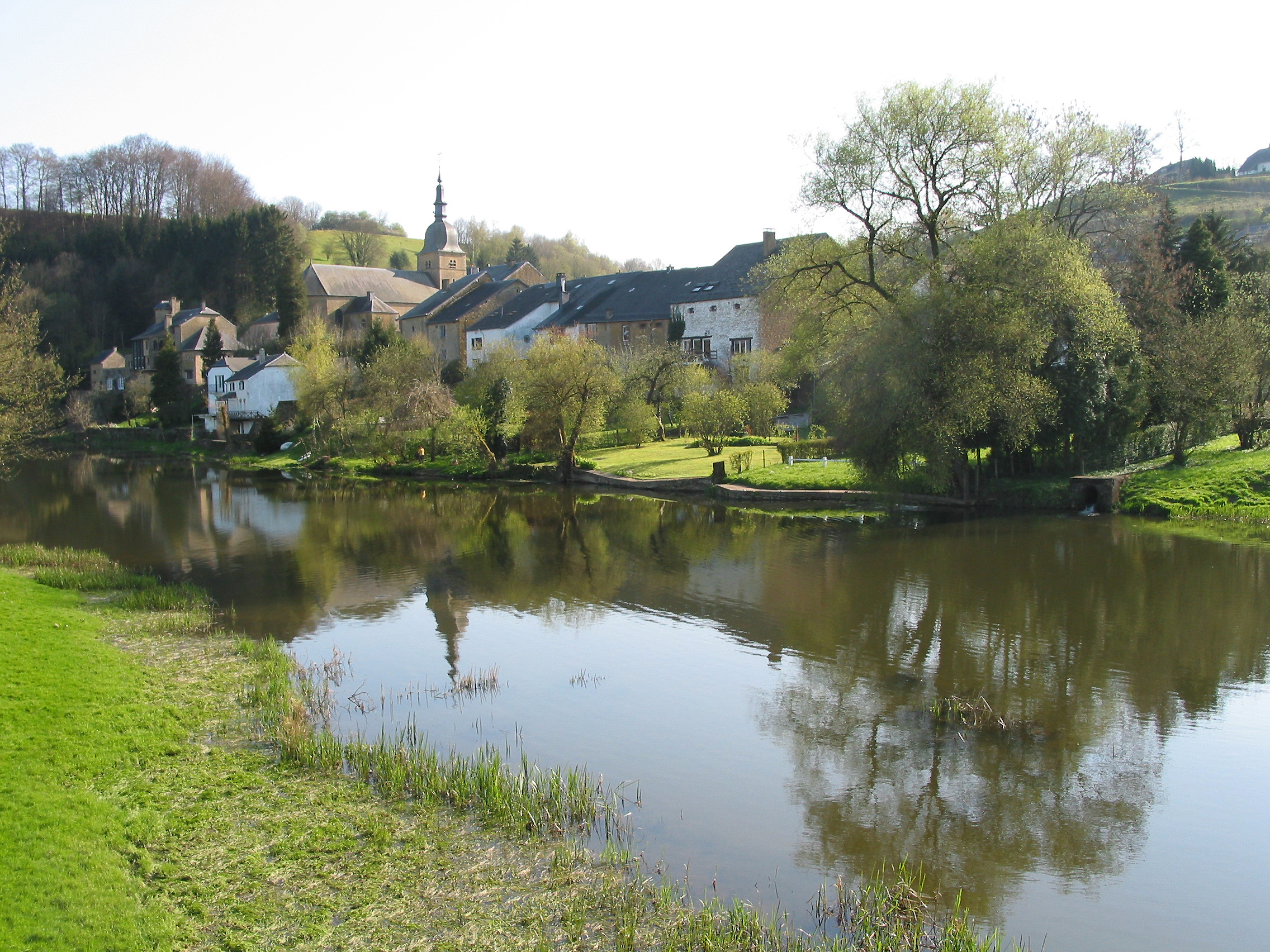
Il Semois a Chassepierre

L'etimologia dell'idronimo deriva dal germanico «sach» (punta, coltello) e «mari» (acqua), con il significato di «fiume dalle pietre taglienti».

### Antiche ortografie
- Sesmara (II secolo)
- Sesomiris (644)
- Sesmarus (950)
- Sesmoys (1104)
- Semoir (1244).

## Affluenti
- Vierre;
- Rulles;
- Saint-Jean;

## Regime

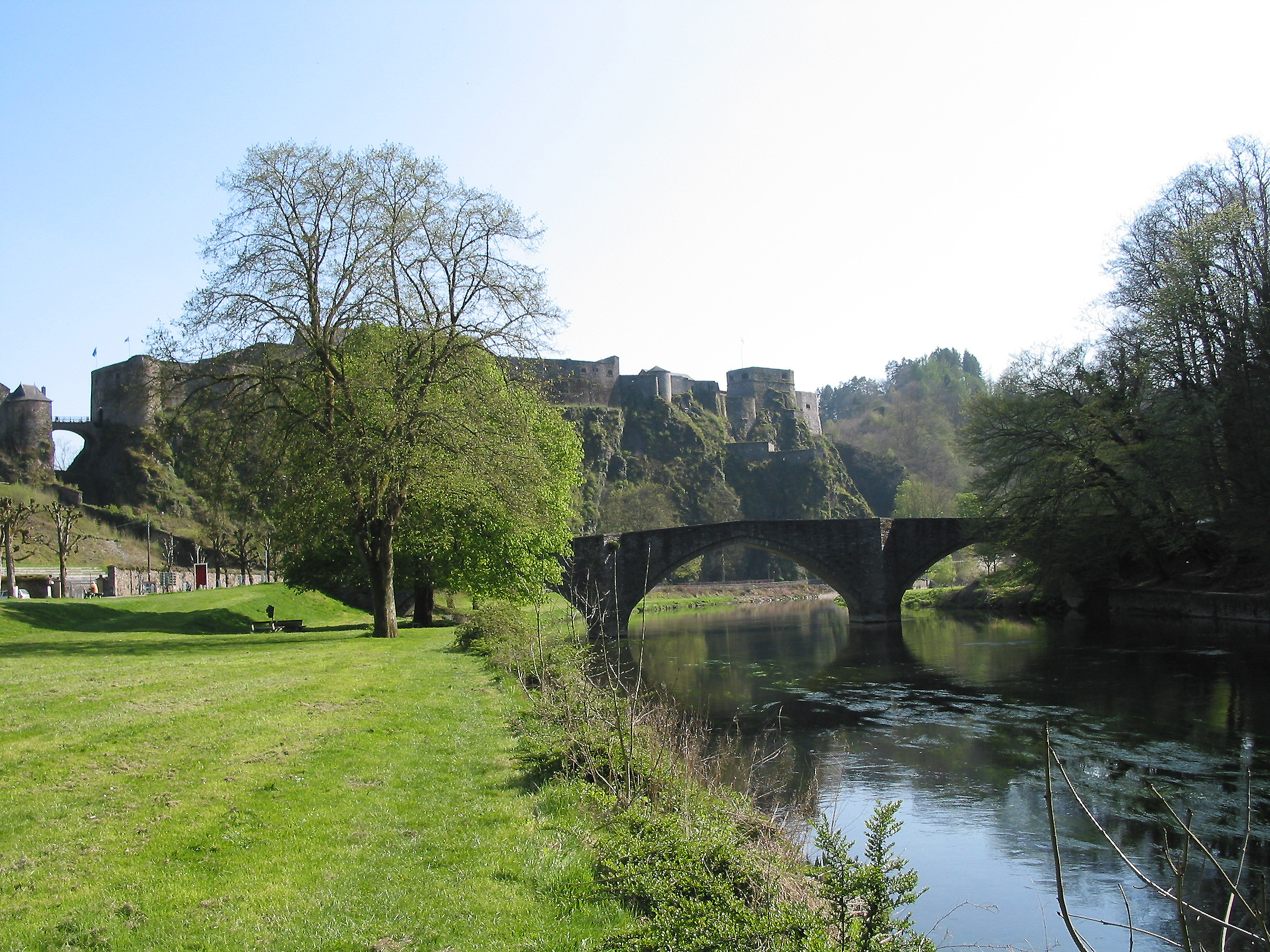
Il fiume a Bouillon

La portata media del fiume misurata a Bohan (frontiera franco-belga) tra il 1992 e il 2001 era di 32,7 m³ al secondo. Durante lo stesso periodo si è registrata:
- Una portata massima di 40,0 m³ nel 2001.
- Una portata media minima di 16,3 m³ nel 1996.

Sempre a Bohan, dal 1992 al 2001, su un periodo di 10 anni, si è calcolato:
- Un DCC medio di 146,8 m³ al secondo, con un massimo di 246,7 per l'anno 1993 e un minimo di 80,9 per il 1996.
- Un DCE medio di 2,7 m³ al secondo, con un DCE minimo di 1,5 nel 1996.

La Semoy presenta variazioni di portata molto marcate, come accade spesso ai fiumi del nord-est del francese e delle regioni vallone adiacenti (Ardenne, Gaume).
Le portate massime si verificano in inverno e si caratterizzano per delle portate oscillanti tra i 41,10 e i 64,0 m³ al secondo, da dicembre a marzo incluso (con un massimo a gennaio). .
Il Semoy è un fiume con una portata media alta, alimentato da precipitazioni abbondanti, nella regione del massiccio delle Ardenne prima di tutto (Croix-Scaille).
Le precipitazioni che si verificano sul bacino del fiume sono circa di 702 millimetri annui più di due volte superiore alla media Francese (più o meno 320 millimetri).